# Bosznia-Hercegovina világörökségi helyszínei
Bosznia-Hercegovina területéről eddig öt helyszín került fel a világörökségi listája, kilenc helyszín a javaslati listán várakozik a felvételre.
| | Mostar óvárosa az Öreg-híddal |
| Felvétel: 2005 |                               |
| Kulturális (VI) |                               |
| Hivatkozás: 946, védett terület: 7,6 ha, pufferzóna: 47,6 ha |                               |
| Mostar történelmi központja a Neretva folyó völgyében terül el, és már a történelmi előtti időkben lakott volt. A hely az Adriai-tenger és a szárazföld belsejében lévő ásványkincsek közötti kereskedelmi útvonal egyik fontos állomása. A Római Birodalom korából is tártak itt fel leleteket, később a korai középkorban, az 5. és a 6. században templomokat alapítottak a területen. Mai nevén legkorábban 1474-ben említik. 1468-ban török uralom alá került, és a helyi adminisztráció székhelye lett. Határváros volt, védelmi célokat is ellátott, ezért a 16. században erődítményeket építettek, és ekkor készült el az Öreg-híd is a híres építész, Szinán tervei alapján. Vallási és középületeket (szökőkutakat, iskolákat, fogadókat, kereskedőházakat, boltokat, raktárakat és műhelyeket) is emeltek, valamint utakat építettek. Az 1990-es évek háborús eseményei után a kettészakadt városban 1998-ban kezdték meg az újjáépítést nemzetközi segítséggel az Európai Unió irányítása alatt. Az 1993 novemberében összedőlt, a város jelképének számító Öreg-hidat 1998 és 2004 között építették újjá, azóta a megbékélés az együttműködés, a különböző kultúrájú, etnikumú és vallású közösségek egymás mellett élésének a jelképe. |                               |

| | Szokoli Mehmed pasa hídja, (Višegrad) |
| Felvétel: 2007 |                                       |
| Kulturális (II)(IV)() |                                       |
| Hivatkozás: 1260, védett terület: 1,5 ha, pufferzóna: 12,2 ha |                                       |
| A hidat, az oszmán építészet és építőmérnöki tudományok egyik legszebb példáját a bosnyák származású Szokoli Mehmed török nagyvezír, a szultán legrangosabb tanácsadója parancsára építették 1571 és 1577 között. A Drina folyó hosszú ideig határfolyó volt Kelet és Nyugat között, és ez a híd volt a Balkán középső részének egyik ellenőrző pontja, a Duna menti síkságokat Szarajevóval és az Adriai-tengerrel (elsősorban Dubrovnikkal) összekötő útvonal fontos állomása. A nagyvezír a híd építésével szülőföldje iránti tiszteletét rótta le. A tervezéssel Szinánt, a korszak egyik legnagyobb építészét bízta meg, aki 1538-tól az egész Oszmán Birodalom legfőbb építőmestere volt. A híd közvetlenül egy éles kanyar után ível át a Drina fölött. Hosszúsága 179,5 méter, 11 ívének szélessége 10,7 és 15 méter között változik. Az ívek formája a török kor jellegzetes építészeti vonásait követi. A folyó jobb oldalán egy síkság terül el, itt terjeszkedett a višegrádi vár, a bal oldalon azonban sziklás a terep, ezért a hídhoz egy 120 méter hosszú felvezető rámpát kellett építeni. Közepén egy kapu áll, amelynek szélei túlnyúlnak a híd oldalvonalán. |                                       |

| | A Kárpátok és más európai régiók ősbükkösei |
| Albánia, Ausztria, Belgium, Bosznia-Hercegovina, Bulgária, Csehország, Észak-Macedónia, Franciaország, Horvátország, Lengyelország, Németország, Olaszország, Románia, Svájc, Szlovákia, Szlovénia, Spanyolország és Ukrajna közös világörökségi helyszíne |                                             |
| Felvétel: 2007, 2011, 2017, 2021 (bosznia-hercegovinai helyszínek) |                                             |
| Természeti (IX) |                                             |
| Hivatkozás: 1133, védett terület: 98 124 ha, pufferzóna: 294 716 ha |                                             |
| Ez a határokon átnyúló, többször kiterjesztett helyszín Európa legnagyobb kiterjedésű ősbükköse, jelenleg 18 ország közös világörökségi helyszíne, és összesen 94 védett területből áll. Kezdetben az Északkeleti-Kárpátok déli lejtőin, Szlovákia keleti részén és Ukrajnában található védett területhez összesen 10 természetvédelmi körzet tartozott, ezek közül hat Ukrajnában, négy pedig Szlovákiában található. Ezek a védett területek egy 185 kilométer hosszú tengelyen fekszenek, tengerszint feletti magasságuk 210 és 1700 méter között váltakozik. A teljes védett övezet eredetileg háromszáz négyzetkilométert foglalt el, majd 2011-ben a helyszínt öt újabb, Németországban található bükkerdővel egészítették ki. A következő kiterjesztés óta, 2017-től a helyszínhez tartoznak mediterrán területek, az Alpok, a Dinári-hegység és a Pireneusok ősbükkösei is. Az utolsó, 2021-es kiterjesztés során bosznia-hercegovinai, csehországi, észak-macedóniai, franciaországi, lengyelországi és svájci bükkösök kerültek a világörökségi listára. Az ősbükkösökben találhatók a világ legmagasabb és legöregebb bükkfái, és megfigyelhető a bükkerdők fejlődésének valamennyi fázisa. A Kárpátokban őshonos bükkfa a Dinári-hegység mellett csak ezeken a területeken vészelte át a jégkorszakot, majd egy rövid, néhány ezer éves időszak alatt elterjedt az egész kontinensen. Az őserdők a bükkfák felbecsülhetetlen értékű genetikai tárházai. A fák mellett található ökoszisztéma magán viseli a jégkorszak utáni élővilág valamennyi jellegzetességét, gazdag növény- és állatvilágnak, köztük több védett fajnak nyújt életteret. |                                             |

| | Stećak - középkori sírkövek |
| Bosznia-Hercegovina, Horvátország, Montenegró és Szerbia közös világörökségi helyszíne |                             |
| Felvétel: 2016 |                             |
| Kulturális (III)(VI) |                             |
| Hivatkozás: 1504, védett terület: 49,15 ha, pufferzóna: 324,2 ha |                             |
| A Stećak (többes számban stećci) díszesen faragott sírkő, Európa középkorának egyedi régészeti és történelmi hagyatéka. A világörökségi helyszínhez megközelítőleg 4000 ilyen sírkő tartozik, 28 temetőből. A négy ország területén eddig 3300 helyszínen megközelítőleg 70 000 sírkövet jegyeztek fel. A legkorábbiak a 12. század második felére a legkésőbbiek a 16. századra datálhatók, a legtöbb követ a 14. és a 15. században faragták. Bár szorosan a középkorhoz kötődnek, sokkal korábbi, történelem előtti hatások is kimutathatók rajtuk. Formájuk változatos, lehetnek egyszerű kőlapok, dobozszerű vagy nyeregtetővel fedett sírkövek, keresztek, oszlopok. Minőségük nagymértékben függ a kőfaragó technikai felkészültségétől és a megrendelő kívánságaitól. Bár a 16. századtól nem faragtak újabb köveket, mégis napjainkig hatnak a környéken élők kultúrájára, történetek kapcsolódnak hozzájuk, és hatással vannak a helyi művészekre, festőkre, szobrászokra, költőkre és fényképészekre is. A helyszínhez tartozó valamennyi sírkő eredeti helyén található és viszonylag jó állapotban van. A 28 helyszín kiválasztásakor törekedtek arra, hogy minden jellegzetes formájuk képviselve legyen. A kövek tanulmányozása és dokumentálása a 19. században kezdődött, és jelenleg is tart. |                             |

| | Vjetrenica-barlang |
| 2024 |                    |
| Természeti (X) |                    |
| Védett terület: 413,97 ha, puffer zóna: 4 623,6 ha, hivatkozás: 1673 |                    |
| A Dinári-hegységben található barlang figyelemre méltó biodiverzitással rendelkezik és magas az itt élő endemikus élőlények száma is. Az ókor óta ismert, jó állapotban megmaradt karsztbarlangban a világ egyik legfontosabb és legváltozatosabb barlangi faunája őrződött meg főleg a földalatti vizekben. Ezen kívül számos világszinten veszélyeztetett gerincesnek biztosít élőhelyet. A gerinctelenek közül megtalálható itt a világ egyetlen földalatti életmódot folytató gyűrűsférge, a növények közül a Balkánon endemikusnak számító növénynek. A barlangban felfedezett számos faj a harmadidőszakból vagy ennél is korábbról fennmaradt élő kövületnek számít, egy olyan leszármazási vonal tagja, amelynek teljes rokonsága már kihalt. |                    |

## Elhelyezkedésük
| Mostar Szokoli Mehmed pasa hídja Középkori sírkövek Ősbükkös Vjetrenica-barlang |